# Leonor de Almeida Portugal

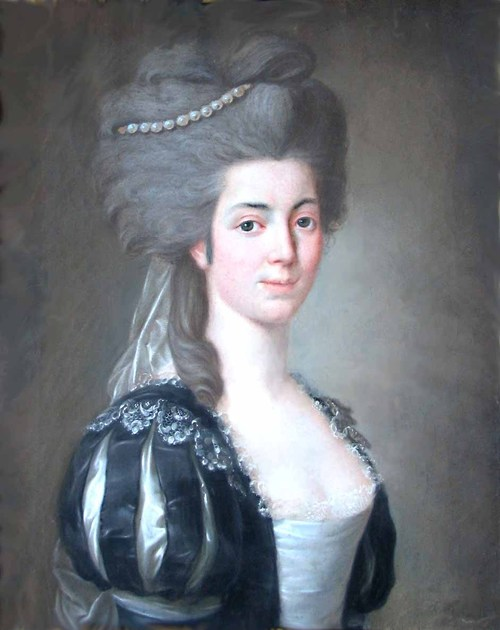
Leonor de Almeida Portugal, la marquesa de Alorna, por el pintor Pitschmann en 1780 (Colección de los Marqueses de Fronteira, Portugal).

Leonor de Almeida Portugal Lorena y Lancastre, 4.ª marquesa de Alorna y 7.ª condesa de Assumar, condesa von Oeynhausen-Gravenburg (Lisboa, 31 de octubre de 1750 — Benfica, 11 de octubre de 1839) fue una célebre escritora de cartas prerrománticas portuguesa; Alessandro Herculano la comparaba con Madame de Staël, con la que tenía muchos puntos en común.
Ha dejado una obra poética (Oferenda aos Mortos) y epistolar considerable aún en gran parte inédita. Su correspondencia será en breve publicada, más concretamente sus cartas a la condesa de Vimioso, Teresa de Mello Breyner apodada "Tirce", durante su reclusión en el convento de San Félix de Chelas, en Lisboa. Tenía 9 años de edad en 1759, cuando se produjo el exterminio de su familia materna, los Távora, a manos del marqués de Pombal, primer ministro de José I, en un sangriento ajuste de cuentas que provocó una honda impresión en toda Europa y marcó durante décadas la memoria de las gentes.
Enclaustrada a lo largo de dieciocho años, como su madre y su hermana María, futura condesa de Ribeira Grande, y los próximos de la Casa de Távora, en el convento empleará su tiempo en leer, escribir (sería ahí donde escribiría su obra Poesías de Chelas) y tener su propio salón de poesía, cosa que conservará una vez recobrada su libertad en su residencia de Benfica. Adquiere una cultura enciclopédica y se adhiere a las ideas ilustradas. Corresponde bajo el seudónimo arcadiano de "Alcipe" y adquiere renombre en el mundo de las Letras con Outeiros de Chelas.
Se enamoró del conde Carlos Augusto de Oeynhausen, que había ido a Portugal junto con su primo por orden del marqués de Pombal. Este tuvo que renunciar al protestantismo y se casó con ella el 15 de febrero de 1779, siendo padrinos el rey Pedro III y la reina María I. El conde fue nombrado caballero de la Orden de Cristo y, posteriormente embajador plenipotenciario de la corte portuguesa en Viena. Una vez allí logró gran estima de la emperatriz María Teresa I y de su sucesor José II.
Ella y su marido, tras su embajada en Viena, regresaron a Lisboa a finales de la década de 1780 debido a sus problemas de salud derivados del clima. El 3 de marzo de 1793, su marido, que había sido nombrado gobernador de los Algarves falleció con apenas 54 años. Muy apenada, la viuda se retiró con sus hijos en sus propiedades de Almeirim y de Almada. Entregada a la educación de su prole, se vio prontamente estimada por todos gracias a sus obras benéficas para con los pobres, y por financiar una pequeña escuela para que enseñara a las niñas de familias humildes a coser, leer, escribir y a hacer las tareas domésticas propias de una mujer.
Muy considerada y respetada por la Familia Real, no tardó en ser nombrada dama de honor de la Princesa de Beira y de Brasil Doña Carlota Joaquina de Borbón, esposa del heredero del trono; se le encargó entonces elaborar los diseños para la decoración interior del Palacio de Ajuda pero nunca llegó a ejecutar tal cometido.
Tras la muerte de su padre en 1802, partió para Madrid y de allí a Londres, donde se demoró más de lo que tenía planeado al recibir noticias de la invasión francesa y de la marcha al exilio brasileño de la Familia Real Portuguesa. En la ciudad del Támesis, frecuentó asiduamente los salones aristocráticos y elegantes de la alta sociedad, como también la casa del embajador luso Domingo de Sousa Coutinho, conde de Funchal.